# EuroFIRST PIRATE

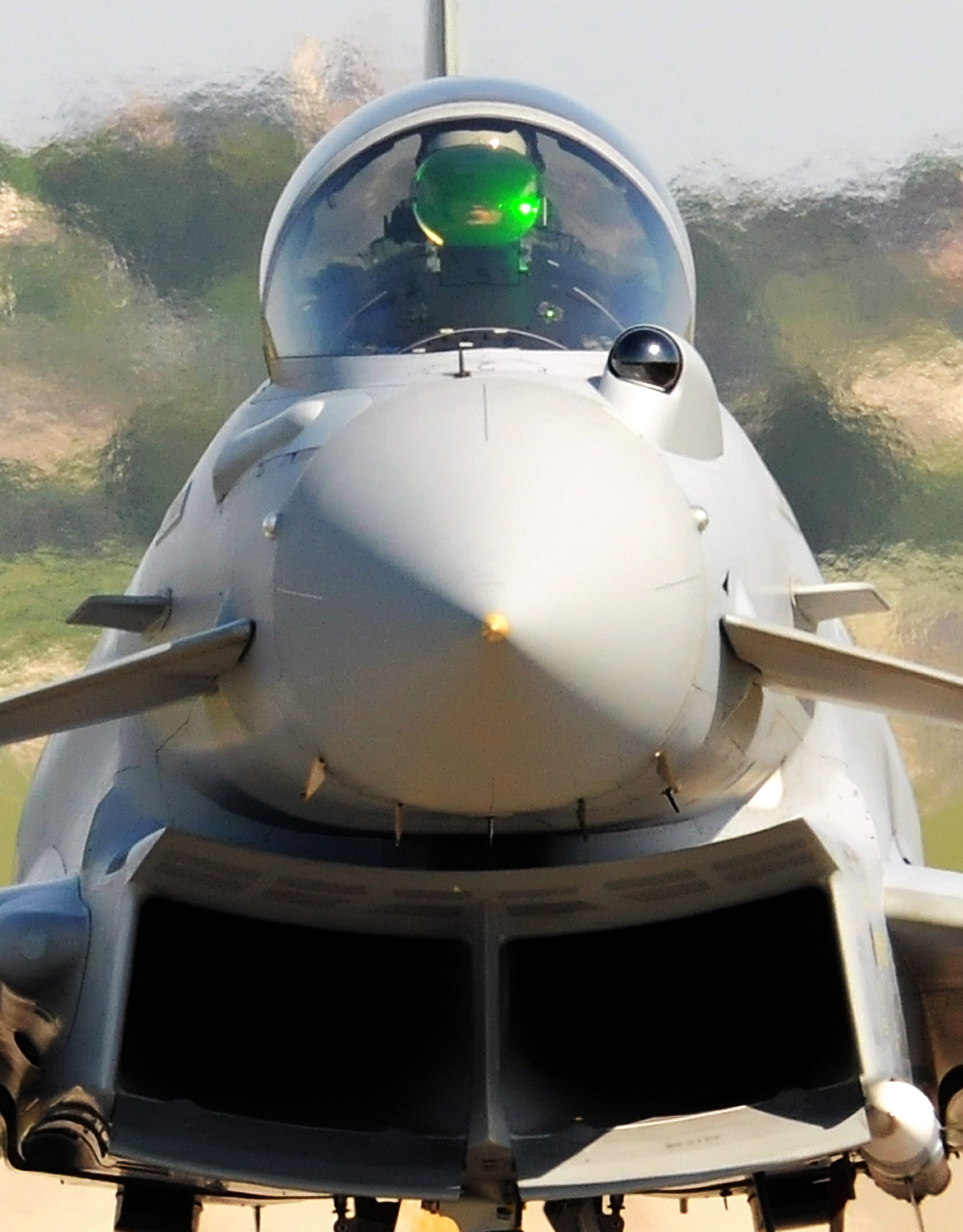
Typhoon mit PIRATE, auf der Backbordseite vor dem Cockpit. Im Hintergrund Hitzeflimmern durch die Abwärme des Flugzeuges.

Der EuroFIRST PIRATE (englisch Passive Infra-Red Airborne Track Equipment) ist das Infrarotzielsystem der Eurofighter Typhoon. Er wird vom EuroFIRST Konsortium, bestehend aus SELEX Galileo, Thales Group und Tecnobit hergestellt. Der Sensor wurde explizit entwickelt, um sowjetische Tarnkappenflugzeuge auch unter schweren elektronischen Gegenmaßnahmen auf große Entfernungen orten zu können. Aufgrund der anspruchsvollen Leistungsanforderungen – der Sensor sollte wie ein Radar im Track-while-scan-Modus Ziele in drei Dimensionen orten, identifizieren und verfolgen können, sowie einen mit dem Radar vergleichbaren Beobachtungsbereich besitzen – kam es zu einer sehr langen Entwicklungsdauer. Vom Beginn der Entwicklung bis zur Auslieferung des ersten Sensors vergingen mehr als 15 Jahre. PIRATE ist der erste elektrooptische Sensor mit dieser Fähigkeit außerhalb Russlands.
PIRATE kann sowohl als Forward Looking Infrared (FLIR), als auch als Infrarotzielsystem (IRST) arbeiten. Bei der Auslieferung 2007 war die Leistungsfähigkeit durch die verfügbare Rechenleistung beschränkt. Im Jahr 2010 erfolgte die Evaluierung von PIRATE gegen Stealth-Kampfflugzeuge vom Typ F-22 Raptor, welche auf „signifikante Entfernung“ geortet werden konnten. Bis zum Jahr 2013 konnte die Ortungsreichweite von PIRATE durch Software-Updates weiter gesteigert werden. Aus Kostengründen wird nicht jeder Eurofighter mit diesem Bauteil bestückt.

## Entwicklung

### Leistungsanforderungen
Analysen, die Ende der achtziger Jahre zum European Fighter Aircraft (EFA) erstellt wurden zeigten, dass die Ortungsreichweite des CAPTOR-Radars durch bekannte sowjetische Tarnkappentechnik und abstandswirksame Störsender auf unter 9 km sinken würde. Ferner wurde damit gerechnet, dass der Gegner zahlenmäßig überlegen sein würde, mindestens 2:1. Da in einem Dogfight meistens die Seite gewinnt, welche mehr Flugzeuge in den Kampf werfen kann, musste die Zahl der Gegner bereits im Anflug dezimiert werden. Um trotzdem Beyond Visual Range Gefechte führen zu können, wurde ein Infrarotzielsystem und Sensorfusion als notwendig erachtet. Die Ausschreibung verlangte, dass das IRST im Zusammenspiel mit Radar arbeiten würde, und deshalb etwa denselben Beobachtungsbereich besitzen sollte. Erfasste Ziele sollten automatisch verfolgt, charakterisiert und die Flugbahn bestimmt werden. Die Ziele sollten dabei auf einem Display wie bei einem Radar dargestellt werden. Ferner sollte dem Piloten ein Infrarotbild des Zieles dargestellt werden können, um dieses visuell zu identifizieren. Das System sollte auch als Forward Looking Infrared arbeiten können, um dem Piloten eine Landehilfe zu geben. Hauptschwierigkeit der Leistungsanforderungen war die Clutterunterdrückung; schätzungsweise würde das Infrarotzielsystem bis zu 1000 Falschziele pro Stunde zurückweisen müssen.
Spanien stieß zwar im September 1985 zum Eurofighter-Konsortium, jedoch wurde das Memorandum of Understanding zur Entwicklung des Infra-Red Search and Track (IRST) Systems erst 1988 unterzeichnet. 1989 bewarben sich dann zwei Industriekonsortien für den Auftrag: FIAR und Thorn-EMI, sowie GEC Avionics und Pilkington und Ferranti. Deutschland entschied 1991, aus Kostengründen nicht an der Entwicklung des Sensors teilzunehmen, behielt sich aber die spätere Nutzung vor. PIRATE lag damals bereits drei Jahre hinter dem Zeitplan. Während Deutschland einen Ausstieg vollzog, bestanden Spanien, Großbritannien und Italien auf dem IRST-System, und waren auch nicht bereit, weniger Performance zu akzeptieren, um die Kosten zu senken. Die britische Firma Thorn-EMI (heute Thales) gewann schließlich im September 1992 mit der italienischen FIAR und Spaniens Eurotronica die Ausschreibung für den Infrarotsensor des Eurofighters, der auf dem Air Defence Alerting Device (ADAD) basiert. Das hierfür gegründete EuroFIRST-Konsortium bestand später aus FIAR, Eurotronica und Pilkington Optronics, welche aus Thorn-EMI hervorging. Somit begann 1992 die Entwicklung des Sensors.

### Grundlagenforschung
Da die Mechanik auf Basis des ADAD entwickelt wurde, lag die Herausforderung in der Entwicklung der Software, durch welche die radar-ähnliche Fähigkeit des Infrarotzielsystems gewährleistet wird. Praktischerweise konnten die Erfahrungen, die bereits auf dem Gebiet der Radarprozessoren vorlagen, auf das IRST übertragen werden.

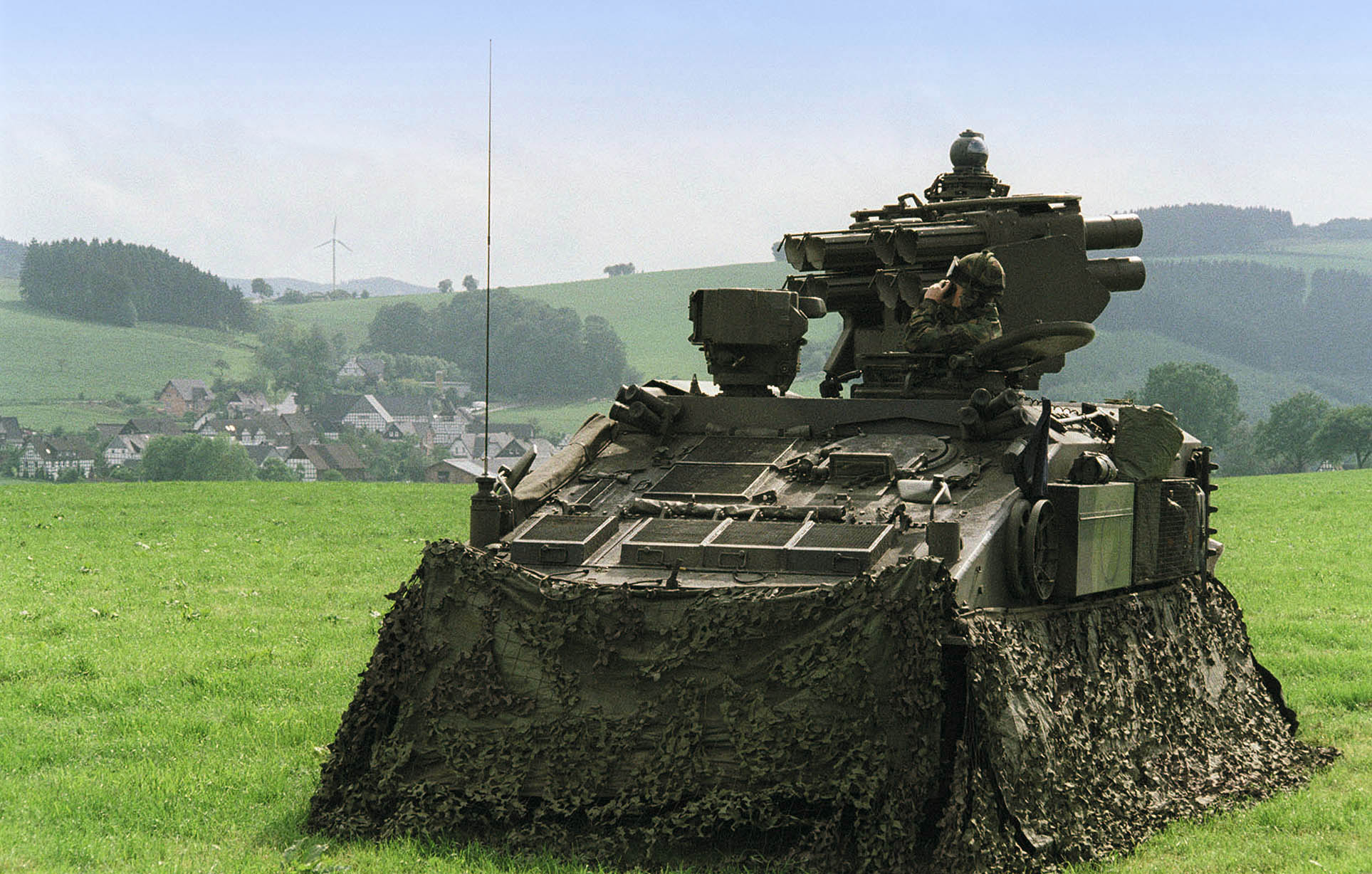
Stormer HVM der British Army im Sauerland. Die Sensorkuppel des ADAD befindet sich auf dem Turm.

Das Air Defence Alerting Device (ADAD) wurde von der britischen Firma Thorn-EMI für die British Army entwickelt, und im Juli 1993 in Dienst gestellt. Der kleine Infra-Red Search and Track (IRST) Sensor sollte durch horizontale 2D-Scans im Wellenlängenbereich von 8–13 µm helfen, MANPADS-Systeme in ihre Ziele einzuweisen. Zwischen 1999 und 2000 wurden in Großbritannien eine Reihe von Untersuchungen mit dem ADAD-Sensor durchgeführt, um das Problem von Stealth und Störsendern bei der Luftverteidigung in den Griff zu bekommen. Auch im Kosovokrieg wurde jeder NATO-Lufteinsatz von Grumman EA-6 begleitet, was der serbischen Luftverteidigung zu schaffen machte. Als Lösung wurde eine Sensorfusion aus Radar- und Infrarotdaten untersucht. Ferner könnten damit auch Ziele mit Tarnkappentechnik geortet werden, da IRST bei Wellenlängen von 8–12 µm eine gute Empfindlichkeit gegenüber Zielen mit Raumtemperatur besitzen, und so die Außenhaut eines Fluggerätes geortet werden kann. Auch erhitzt sich die Flugzeughaut beim Überschallflug durch die Luftreibung weiter.
In Versuchen von Pilkington Optronics, BAE Systems und der Defence Evaluation and Research Agency (DERA) ließen sich für Radar optimierte Tarnkappenflugzeuge leicht durch IRST-Sensoren orten. Interessanterweise wurde festgestellt, dass die Stealth-Beschichtung mancher Fluggeräte die Luftreibung erhöhte, und damit die Wärmeabstrahlung. Da die Ortung von UAVs und Marschflugkörpern besonders schwierig ist, da diese sehr klein sind und nur wenig Radarrückstrahlfläche und Infrarotemissionen besitzen, konzentrierten sich praktische Versuche des Teams auf diese Ziele. Zuerst wurde eine BQM-74-Drohne, welche einen Marschflugkörper simulierte, durch einen modifizierten ADAD verfolgt. Dieser ließ sie nicht aus den Augen, bis die Drohne am Ende ihrer Flugstrecke den Fallschirm öffnete. Ab diesem Zeitpunkt verhielt sie sich nicht mehr wie ein Flugzeug, sodass sie vom Signalprozessor ignoriert wurde und als Ziel auf dem Display verschwand. Im nächsten Schritt wurde die Diskriminierung von Zielen vor warmem Hintergrund verbessert, konkret wurden mit einem speziellen ADAD Tests durchgeführt, um Helikopter trotz Clutter zu orten. Der Algorithmus stellte dem Operator nur den Helikopter dar, andere Infrarotquellen wurden ignoriert.
Als nächsten Schritt wurde durch Pilkington Optronics und DERA die Track-Fusion erprobt. Dazu wurden zwei ADAD als IRST/IRST-Sensorverbund betrieben, BAE Systems beteiligte sich an den Versuchen, wo ein ADAD mit einem Radar kombiniert wurde. Beide Sensoren orteten Ziele unabhängig voneinander, die Tracks wurden durch Sensorfusion kombiniert. Bei Tests konnten der IRST/IRST-Verbund anfliegende Helikopter erfolgreich orten, sowie die Flugbahn von drei Flugzeugen im Raum nachzeichnen. Durch die hohe Auflösung verglichen mit Radar war die Positionsbestimmung präziser. Die IRST/Radar-Fusion wurde gegen Helikopter getestet, dabei erwies sich die Zielverfolgung als robuster, und die Elevationsbestimmung als präziser. Die Erkenntnisse der ADAD-Versuche flossen in das IRST des Eurofighters ein.

### Integration und Auslieferung
1998 wurde Pilkington Optronics von Thomson-CSF geschluckt, die später in Thales Group umbenannt wurde, und die Stelle von FIAR wurde in der Zwischenzeit von SELEX Galileo eingenommen. Spaniens Eurotronica wurde durch Tecnobit ersetzt. Im Sommer 2000 wurde das PIRATE-System erstmals in den veröffentlichten Spezifikationen des Eurofighters erwähnt. In Labortests wurde der Sensor auf einen Zwei-Achsen-Tisch montiert um die Bewegungen des Flugzeuges zu simulieren, und IR-Ziele verschiedenster Formen durch einen Kollimator in den Spiegel projiziert, um die Parameter zu prüfen. Dabei wurden Temperaturunterschiede bis 0,01 K erprobt, und das Rauschen im Sensor reduziert. Für (O-Ton) „Hack-Flugtests“ zur Optimierung der Software wurde eine modifizierte Dassault Falcon 20 verwendet, die Eurofighter-Testflüge erfolgten meist mit DA7 ab 2002. Der Eurofighter Typhoon sollte zu dieser Zeit bereits in Produktion gehen, dies verzögerte sich jedoch bis 2003. Die Auslieferung des PIRATE sollte parallel dazu beginnen.
2001 wurde mit den Flugtests begonnen, indem bei Überführungsflügen zwischen Turin und Sardinien die FLIR-Funktion erprobt wurde. Später wurden auch Gelegenheitsziele mit dem FLIR beobachtet, um die Integration in die Anzeigeelemente des Eurofighter abzustimmen. Anfangs war das Bild zu blass, besonders bei einförmigen Hintergründen, weswegen das Histogramm geändert werden musste. Die Prototyp-Software wurde dazu so geschrieben, dass diese während des Fluges angepasst werden konnte. Bei harten Manövern kam es auch zu hellem Flackern auf der Anzeige, was Softwareänderungen nötig machten. Ferner waren die Temperaturänderungen während des Fluges größer als im Labor angenommen, sodass die Algorithmen zur Temperaturkompensation komplett umgeschrieben werden mussten. Das teilweise unterschiedliche Verhalten von Pixeln auf dem Detektor führte zu schlieren im Bild, welche durch eine verbesserte Software entfernt wurden. Dazu wurde das Detektorelement nun vor der Auslieferung erprobt, um schlechte Pixel zu markieren. Abschließend wurden Landungen mit PIRATE als FLIR durchgeführt, um Notlandungen in feindlichem Gebiet, sumpfigen oder sandigen Gebieten, und Landungen auf improvisierten Landeplätzen zu demonstrieren. Aufgrund der Flugsicherheitsvorschriften fanden diese Landungen aber nie in kompletter Dunkelheit statt, da auf zivile Flughäfen zurückgegriffen wurde.
Da zur damaligen Zeit praktisch keine Fachliteratur zu dem Problem des Infrarotzielsystems existierte, entschied man sich für einen einfachen Ansatz: Der Sensor wurde im FLIR-Modus einfach aktiviert, und man wollte sehen, was er entdecken konnte. Dabei wurde festgestellt, dass Look-up-Szenarien (d. h. die Ziele liegen über dem Horizont) wesentlich angenehmer waren, da bei Look-down-Szenarien (d. h. die Ziele liegen unter dem Horizont) das Ziel aus dem IR-Hintergrund extrahiert werden muss. Folglich begann man zuerst am Look-up-Problem zu arbeiten. 2004 wurde der Sensor zum ersten Mal als IRST eingesetzt: Dabei wurde ein Ziel, das mit CAPTOR gefunden wurde von PIRATE im STT-Modus für 200 Sekunden verfolgt. Allerdings war zum damaligen Zeitpunkt die Falschalarmrate (FAR) zu hoch, es wurden auch Ziele gemeldet, die gar nicht existierten. Nach harten und kontroversen Diskussionen entschied man den Schwellenwert zu erhöhen, und sich langsam an (O-Ton) „extreme Ortungsreichweiten“ heranzuarbeiten. Der neue Schwellenwert wurde festgelegt, indem der Sensor auf das Dach des Herstellergebäudes montiert wurde, und der Verkehr des nahe gelegenen Zivilflughafens verfolgt wurde. Der durch diese Methode gewonnene Schwellenwert war so konservativ, dass in anschließenden Flugtests mit einem kooperativen Ziel dieses nur auf eine Handvoll Meilen verfolgt werden konnte. Dafür war die Falschalarmrate (FAR) praktisch Null. Nun stellte sich heraus, dass das Tracking schwierig war, wenn das Ziel zwischen zwei Scanstreifen lag und manövrierte. Eine präzisere Fertigung, eine Neupositionierung des Derotations-Prismas und eine Überarbeitung des Algorithmus waren die Lösung.

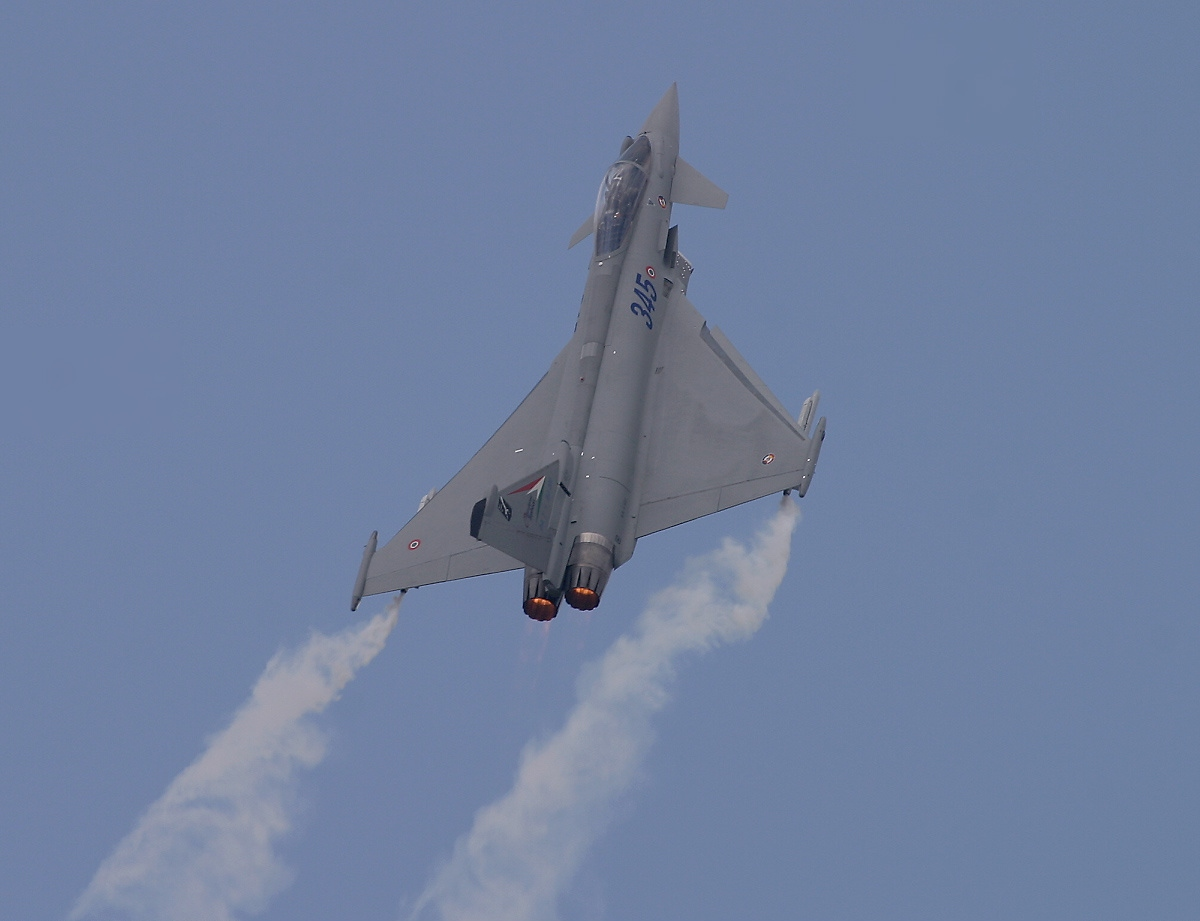
DA7 im Steigflug. MMX603 trug die Hauptlast der Testflüge für PIRATE

Nun wurde Schrittweise begonnen das Signal-Rausch-Verhältnis (SNR) abzusenken, und eine Diagnosemöglichkeit über den Bus integriert. Eine automatische Anpassung des Suchvolumens und Autozentrierung wurden ebenfalls demonstriert. Um die FAR zu reduzieren, wurde nun die Deklarationszeit geringfügig erhöht, also die Zeit in der ein Ziel verfolgt wird, bevor es zum Track hochgestuft wird. Die Stabilität der Zielverfolgung und die Bewegungsprognose wurden ebenfalls verbessert. Ferner wurde die Klassifizierung, bereits vorher in der Software enthalten aber deaktiviert, hinzugeschaltet, was sich als nützlich erwies. Das CAPTOR diente nun als Referenz, wobei PIRATE vergleichbare Ortungsreichweiten erzielte, und eine bessere Winkelauflösung. Sehr häufig konnten Ziele sowohl mit Radar als auch dem Infrarotzielsystem verfolgt werden, was die Sensorfusion verbesserte. Anfangs erwies sich die passive Entfernungsbestimmung von PIRATE als zu ungenau. Im Teststand wurde nun das optimale Manöver gesucht um die Entfernungsmessung zu verbessern, allerdings waren die Erfolge bei den Flugtests durchwachsen. Das Problem betraf auch die Sensorfusion, da die deklarierten Radar- und IRST-Kontakte zwar im Winkel präzise genug waren; die Entfernungsdifferenz zwischen PIRATE und CAPTOR war teilweise aber zu groß für eine Fusion der Kontakte zu einer Entität.
Nachdem das Problem zufriedenstellend gelöst werden konnte, wurde mit dem Feintuning begonnen. Feinde des Infrarotzielsystems fliegen für gewöhnlich in der Nähe von Wolken, um sich in ihrem Glanz zu verstecken. Das AN/APG-77 hat beispielsweise als Besonderheit einen Wetterkarten-Modus; sicher nicht zur Erstellung von Wetterprognosen. Durch verbesserte Klassifizierungsalgorithmen soll diesem Problem im Rahmen des physikalisch Machbaren begegnet werden. Am Ende der Testphase konnten Eurofighter, Tornados und Phantoms von PIRATE mit Winkel und Entfernungsangaben längere Zeit verfolgt werden, und die Daten dem Bus übergeben werden. Bei FAR und passiver Entfernungsbestimmung wurden noch Verbesserungen als wünschenswert angesehen. Die Thermal Cueing (TC) Funktion funktionierte problemlos, nur die Priorisierung der Ziele war eine offene Frage. Nach der Anregung von Piloten wurden die Ziele so gewichtet, dass die Nähe zum Flugzeug, die Flughöhe des Eurofighters über dem Boden, und die Position des Zieles in Relation zum Horizont die Priorität bestimmt.
Während der Entwicklung war EADS Ottobrunn für die Robustheit und das Interface zum Flugzeug verantwortlich, während die Flugtests meist in Italien in Turin unter Alenia stattfanden. Da die Integration von PIRATE in das Attack and Identification System (AIS) Aufgabe von EADS war, wurde dazu der Sensor an einen Laboraufbau des AIS mit Radar, IFF, MIDS, LINS, Radar-Altimeter und Cockpit mit Symbolgenerator und HUD angeschlossen. Die Szenarien wurden im Computer simuliert, wobei so die gesamte Avionik und ihr Zusammenspiel getestet werden konnte. Luft- und Bodenziele wurden von PIRATE in verschiedenen Szenarien vor verschiedenen Hintergründen (Land, Himmel, Meer, Wald, Stadt) geortet, und in den Bus eingespeist. Für die Trackingtests war auch eine Standalone-Version verfügbar. Der Datenaustausch zwischen PIRATE, AIS und anderen Avionikrechnern verlief dabei problemlos. Das CAPTOR-Radar besitzt dabei eine bessere Entfernungsauflösung, während das PIRATE-IRST eine bessere Winkelauflösung hat.
Obwohl nur fünf PIRATE in Warton, Manching und Turin während der Testphase im Einsatz waren, und diese Systeme sehr experimentell waren, kam es kaum zu Hardwareversagen, sodass sich die Arbeit auf die Software konzentrieren konnte. Der erste PIRATE-Sensor wurde schließlich am 2. August 2007 in einem Tranche-1-Block-5-Eurofighter an die Aeronautica Militare ausgeliefert. Im Jahr 2010 verlegte die US Air Force vier F-22 Raptor Kampfflugzeuge auf die RAF Lakenheath. In anschließenden Begegnungen konnte PIRATE die Maschinen auf (O-Ton) „signifikante Entfernungen“ orten. Bis zum Jahr 2013 konnte die Ortungsreichweite von PIRATE durch Software-Updates weiter gesteigert werden.

## Überblick

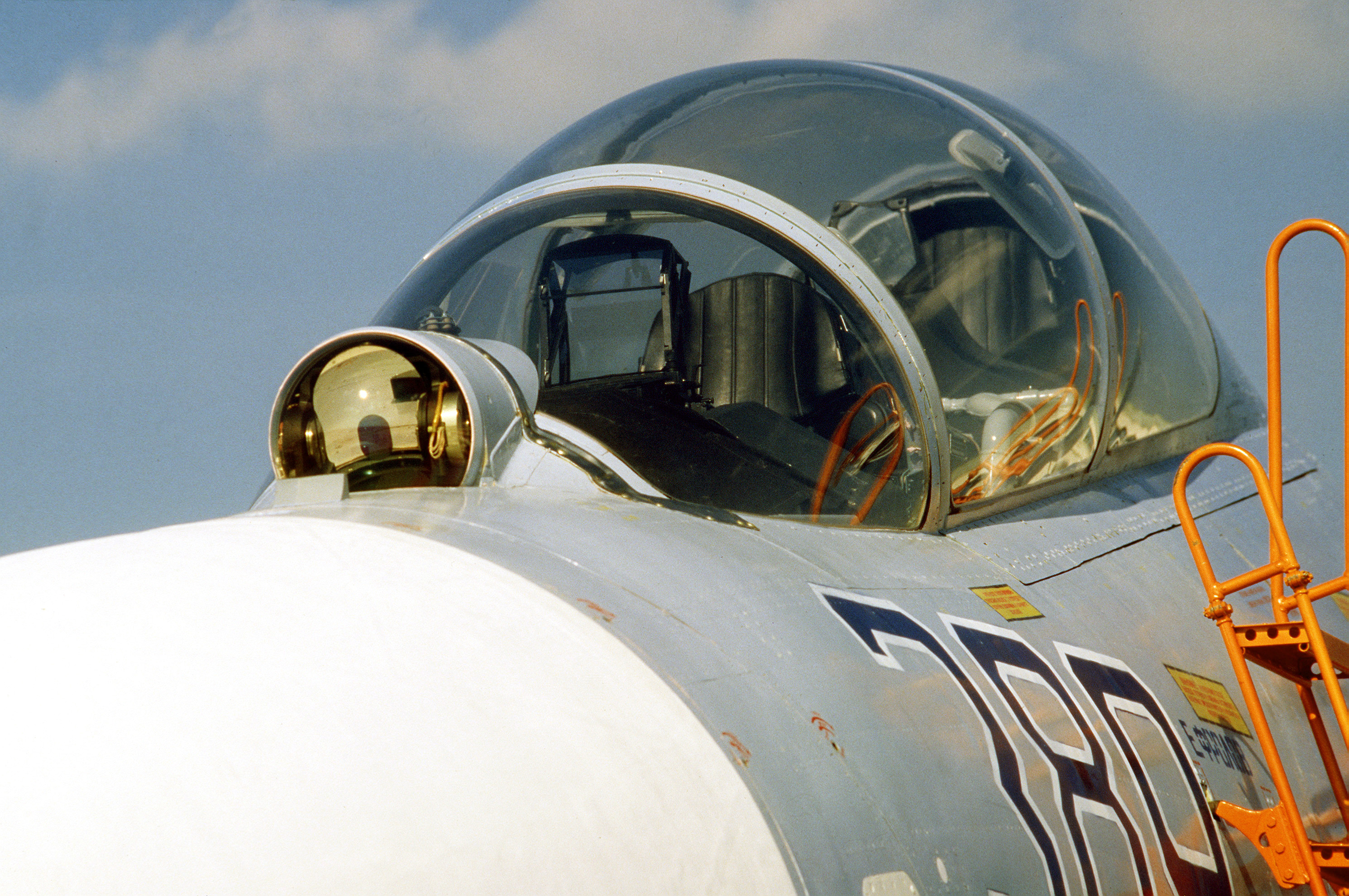
OLS-27 einer SU-27UB

Der Einbau von IRST-Systemen in Kampfflugzeuge hat eine lange Tradition: Bereits Flugzeuge der Century-Reihe wie die Convair F-102 waren mit einem Infrarotsensor ausgerüstet. Damalige Sensoren wie der AN/AAA-4 der F-4 Phantom II bestanden nur aus einem Pixel, wobei der Sektor mechanisch abgetastet wurde. Das Scanbild wurde dem Piloten als C-scope dargestellt, und die Reichweite war vernachlässigbar. Das System wurde deshalb schnell durch das Radar-Peilgerät AN/APR-25 ersetzt.
Erst mit Erscheinen der MiG-29 und Su-27 wurden mit dem OLS-29 bzw. OLS-27 brauchbare Systeme mit akzeptabler Ortungsreichweite auf Flugzeuge montiert. Das C-Scope wird bei diesen Maschinen abstrahiert und auf das Head-up-Display projiziert. Bei der Wahl des Infrarotzielsystems sieht der Pilot kurze horizontale Striche auf dem HUD, welche die Position von IR-Kontakten markieren. Die linkeste und rechteste HUD-Position markieren jeweils den maximalen Azimutwinkel des Scanbereichens, gleiches gilt für die Elevation. Wenn der Pilot ein Ziel aufschaltet, wird die Entfernung mit einem Laser gemessen, sodass eine Feuerleitung von Lenkwaffen möglich ist. Alle anderen Ziele gehen dabei verloren. Eine abbildende Identifizierung ist damit nicht möglich. Moderne Systeme wie der Optronique Secteur Frontal (OSF) der Rafale arbeiten nach dem gleichen Prinzip, verfügen aber über ein empfindlicheres Detektorarray, was größere Reichweiten im BVR-Gefecht und eine visuelle Identifizierung ermöglicht.
Der Hersteller von PIRATE macht kein Geheimnis daraus, dass das System explizit zur Ortung von LO-Fluggeräten, und zur Neutralisierung von Störsendern entwickelt wurde. Um Infrarottarnmaßnahmen zu unterlaufen, sucht PIRATE nicht direkt nach Wärme, sondern nach Veränderungen im Hintergrundclutter. Ein Ziel, das seine Wärmeabstrahlung unterdrückt, würde somit als „Schwarzes Loch“ gegenüber dem natürlichen Hintergrund erscheinen und wäre damit besser ortbar. Die einzige Möglichkeit, unentdeckt zu bleiben, wäre, dieselbe Infrarotabstrahlung wie der Hintergrund auszusenden, der durch das Fluggerät verdeckt wird, was praktisch unmöglich ist. Selbst wenn es die Möglichkeit gäbe, die IR-Signatur eines Fluggerätes anzupassen, wäre nicht klar, an welchen Hintergrund sich die Signatur anpassen müsste, da die Position des IRST unbekannt ist, und somit auch das Hintergrundbild, das dieses sieht.
Das Hauptproblem sind heute aber eher Störsender. Durch die Mitnahme von Störpods wie dem AN/ALQ-184 können die kleinen Kampfflugzeugradare der Gegenseite praktisch neutralisiert werden. Diese Erfahrung mussten nicht nur die serbischen MiG-29 bei der Operation Allied Force machen, sondern 2008 auch die amerikanischen F-15 vor der Manöverübung Red Flag. Bei Vorübungen auf der Mountain Home AFB konnten indische MiG-21 mit modernen israelischen Störpods die AESA-Radare der F-15C neutralisieren. Folglich werden alle modernen Kampfflugzeuge mit IRST ausgerüstet, und bestehende Modelle wie die F-16E/F oder F/A-18E/F nachgerüstet. Das Infrarotzielsystem für die Super Hornet ist von den Fähigkeiten her quasi eine Kopie von PIRATE; die Ortungsreichweiten sollen AMRAAM-kompatibel sein. Mit der AIM-9X Block III entwickelt die US Navy zudem eine reichweitengesteigerte Variante der IR-Lenkwaffe. Dies ist auch als Schachzug gegen chinesische LO-Flugzeuge und Störer zu verstehen, welche den radarzentrierten Kampf Beyond Visual Range mit AMRAAM unterlaufen könnten.

## Technik

### Sensor
PIRATE ist ein passiver, drehbarer, gekühlter Infrarotsensor mit hoher Auflösung, was auch als abbildendes Infrarot bezeichnet wird. Er basiert auf dem ADAD, ist aber eine weitgehende Neuentwicklung. Die von außen sichtbare Kuppel ist nur der azimutal drehbare Sensorkopf, welcher den kippbaren Spiegel enthält. Beide Elemente sind stabilisiert, der maximale Azimut- und Elevationsbereich beträgt vermutlich 150° × 60°. Der Sensor besteht nur aus einem Line Replaceable Item (LRI), welches wiederum vier Subsysteme enthält: Das Sensorkopfmodul mit dem stabilisierten Sensorkopf, dem Teleskop mit zweifacher Vergrößerung, dem Detektor, dem Servokontrollprozessor und der Elektronik zur Signalanpassung. Dem Datenverarbeitungsrechner zum Entdecken und Verfolgen von Zielen, dem Videoprozessor zur abbildenden Darstellung des Infrarotbildes auf dem HUD, HMD oder einem MHDD, sowie dem Interface zum Flugzeug mit BITE und Datenlink. Der Sensor ist an den MIL-STD-1553 und den EFA-Bus angeschlossen. Befehle werden meist durch den MIL-Bus gesendet, Daten durch den EFA-Bus. Für die Signalverarbeitung wurden wenn möglich PowerPC-Prozessoren genutzt. Die Abwärme des Systems wird über einen Flüssigkühlkreislauf an das Flugzeug abgegeben. PIRATE verfügt noch über ein internes Kreiselinstrument, dessen Daten mit denen des Inertialsystems des Eurofighters kombiniert werden, um die Stabilisierungsgüte zu verbessern. Die Abmessungen des Sensors betragen 680 × 591 × 300 mm (L×B×H), die Masse 48 Kilogramm. Von außen ist nur der kleinste Teil des Sensors sichtbar, das meiste Volumen befindet sich vor dem Cockpit.

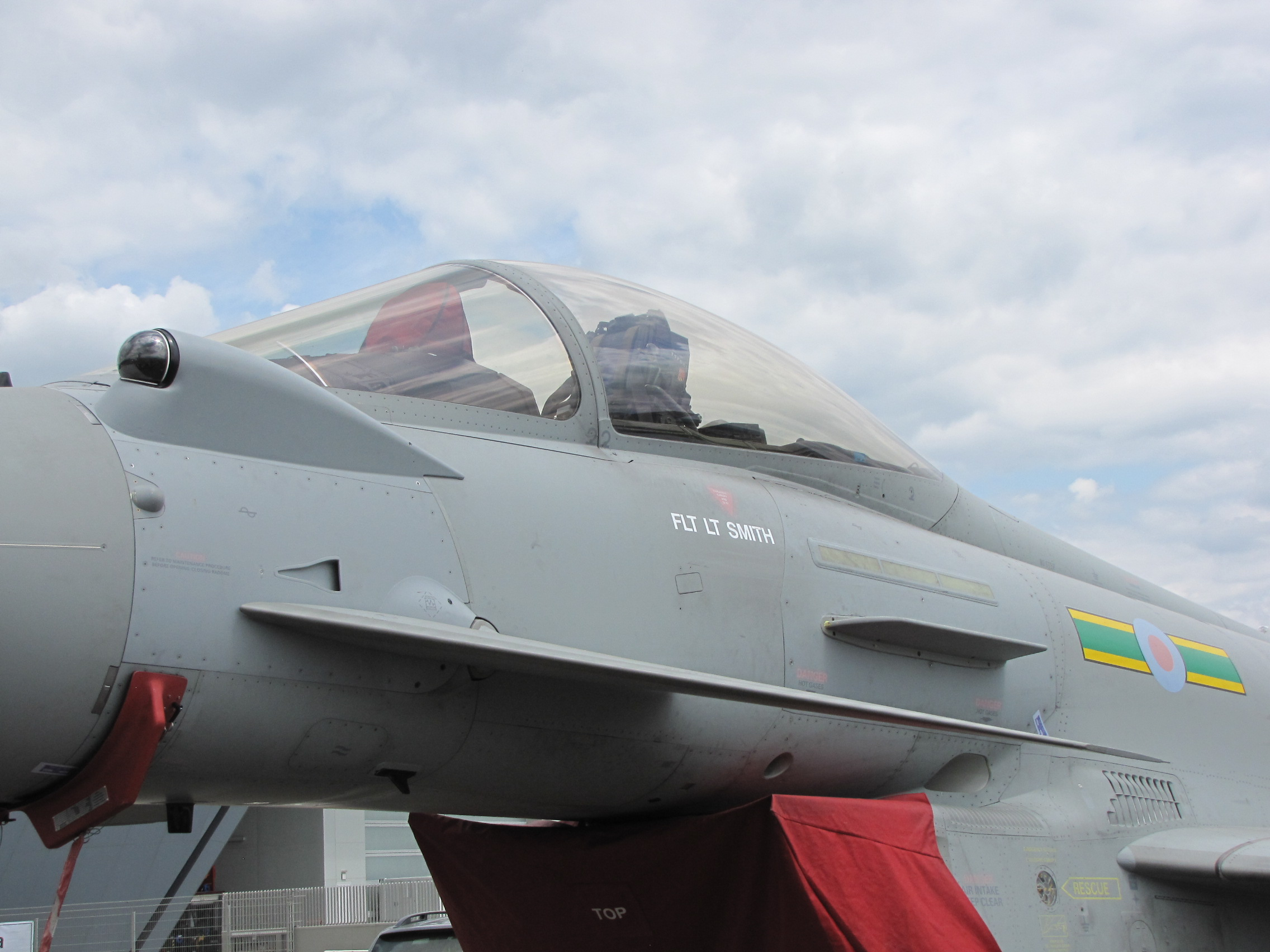
Sensorkuppel mit aerodynamischer Verkleidung. Der größte Teil des Gerätes befindet sich vor dem Cockpit.

Die Infrarotstrahlung passiert ein Fenster aus Zinksulfid mit einer Schutzbeschichtung aus BP und DLC, welches zu 80 % transparent ist. Dahinter wird die Strahlung von dem in zwei Achsen stabilisierten Sensorkopf mit Hauchvergoldung nach unten umgeleitet. Dieser scannt sehr schnell; durch die rein passive Arbeitsweise kann das Suchvolumen schneller als mit einer aktiven Phased-Array-Antenne abgesucht werden. Darunter wird ein Teleskop mit zwei Vergrößerungsmöglichkeiten passiert, um das Sichtfeld anzupassen. Das fokussierte Sichtfeld wird angewandt wenn der Sensor als Infrarotzielsystem arbeitet, das weite Sichtfeld beim Einsatz als FLIR. Anschließend wird der Strahl durch einen Faltungsspiegel um 90° nach hinten umgelenkt und durch ein Derotations-Prisma geschickt, welches zum einen den Periskopeffekt entfernt, zum anderen das Sichtfeld für das Detektorfeld passend rotiert. Danach wird der Strahl durch einen Spiegel, der im FLIR-Betrieb mit der Bildfrequenz kippelt, abermals um etwa 90° umgelenkt. Nun folgen weitere Linsen, um den IR-Strahl auf dem Detektorelement zu fokussieren. Insgesamt werden mehr als 90 optische Bauteile durchlaufen, z. T. aus Germanium, Galliumarsenid usw., bevor die IR-Energie auf den Strahlungsdetektor trifft. PIRATE besitzt einen Autofokus, indem die Temperatur aller optischen Komponenten im Strahlgang gemessen wird, und die Position der Teleskoplinse angepasst wird. Zur Fokussierung werden auch Druck und Temperatur im Strahlengang gemessen, und eine Reihe von Linsen direkt vor dem Detektor verschoben. Druckdaten werden dabei über den Datenbus des Flugzeuges geliefert. Die Winkelpräzision beträgt bei der Zielverfolgung 0,25 mrad (0,0143°), wobei die Winkelausdehnung jedes Pixels in Abhängigkeit von der aktuellen Position der Teleskoplinse berücksichtigt wird.
Das lange, lineare Detektorarray mit 768 Channels und acht TDI-Ausleseschaltungen wurde für den Eurofighter neu entwickelt. Die Time delay and integration (TDI) verbessert dabei das Signal-Rausch-Verhältnis. Der Quecksilber-Cadmium-Tellurid (CMT) Quantendetektor, soll gemäß älteren Veröffentlichungen (2002 bzw. 2006) in den Wellenlängen von 3–5 µm und von 8–12 µm bzw. 8–11 µm arbeiten. In einer wissenschaftlichen Publikation des Herstellerkonsortiums von 2008 ist von einem CMT mit 3–5 µm und 8–14 µm die Rede, und eine Publikation der RAND Corporation im gleichen Jahr nennt einen Quantentopf-Infrarot-Photodetektor als CCD. Der Detektor ist direkt auf eine CMOS-ASIC geklebt, welche im Multiplexverfahren arbeitet. Beide sind in einem Dewargefäß untergebracht, welches von einem Motor mit Hilfe eines Stirling-Kreisprozesses auf einer kryogenen Betriebstemperatur von 70 K gehalten wird.
Die Datenverarbeitung ist dabei von besonderer Herausforderung, da diese eine sehr hohe Rechenleistung und viel Arbeitsspeicher erfordert, um die Front-End-Datenübertragungsrate von 24 Millionen Pixel pro Sekunde zu verkraften. Die Datenverarbeitung wurde in Ada programmiert und besteht aus mehr als 400.000 Zeilen Code. Die Signale am Detektor werden in einen 14-Bit-Datenstrom konvertiert, und mit bis zu 400 MHz Bandbreite ausgelesen. PIRATE arbeitet dabei wie ein Radar im Track-while-scan-Modus mit Look-up- bzw. Look-down-Fähigkeit, nur ohne dabei Emissionen auszusenden. Dabei kann durch sequentielle Triangulation (englisch kinematic ranging) rein passiv die Entfernung bestimmt werden. Es können bis zu 200 Ziele gleichzeitig verfolgt und priorisiert werden, wobei nur ein Teil davon getrackt werden kann, und über den EFA-Bus verschickt wird. Über den Bus werden Winkel zum Ziel, Entfernung, Signatur- und Charakteristikdaten des Ziels, Dynamikdaten und Messfehler gesendet. Im FLIR-Betrieb wird der kippbare Spiegel hinter dem Derotations-Prisma aktiviert, um 575 Bildzeilen pro FLIR-Bild erzeugen zu können.

### Signalverarbeitung
Hinweis: Die Software wird laufend verbessert. Der dargestellte Stand entspricht etwa 1996 bis 2008. In wissenschaftlichen Publikationen von 2002/2003 ist z. B. die Rede davon, zukünftig eine Geländedatenbank bei der Entdeckung und Verfolgung von Zielen zu nutzen; mit PIRATE und dem Geländemodell eine synthetische Sicht für den Piloten zu erzeugen, oder das System durch Integration von weiteren starrenden IR-Sensoren zu einer Art AN/AAQ-37 zu erweitern.
Der Datenstrom wird mit über 300 MB/s aus dem Detektorfeld ausgelesen. Non-Uniformity Correction (NUC) aller 768 Detektorkanäle wird durch den Gain and Offset Correction (GOC) Prozessor gewährleistet, bevor das Videosignal zur Zielortung und -verfolgung verarbeitet wird. GOC verbessert die Pixeldaten durch Echtzeitkalibrierung über einen großen Temperaturbereich und entfernt das IR-Streulicht, das der Detektor durch vorgelagerte Linsen auf sich selbst wirft. Ferner werden die Daten mit einem Zeitstempel versehen, sowie der Scanposition des Sensorkopfes. Eine Automatische Verstärkungsregelung auf Basis des Szenenbildes und eine Offsetkorrektur folgen. Der Datenstrom, nun 16 Bit „breit“, ist nun zur Zielortung, -verfolgung und -klassifizierung bereit.
Die Signalverarbeitung besteht aus vier Komponenten. Zuerst wird der Datenstrom zum Puffern in einen großen digitalen Ringspeicher geladen. Danach werden die Daten in den Detection Processor (DTP) geladen. Durch den Wunsch BVR-Gefechte mit dem IRST auszutragen, ist eine möglichst hohe Auflösung und große Blende erforderlich. Da beides in der Praxis begrenzt ist, und der Scanbereich eine bestimmte Größe nicht unterschreiten soll, müssen Luftziele auf große Entfernung im Subpixel-Bereich geortet werden. Das Signal des Ziels wird deshalb immer mit Zufallsrauschen und Clutter „verunreinigt“ sein. Ein räumlicher Optimalfilter erhöht das Signal-Rausch-Verhältnis (SNR), indem auf Basis eines lokalen Schwellenwertes ein Pixelpunkt, der den Schwellenwert übersteigt zum Ziel erklärt wird. Um die Falschalarmrate zu begrenzen wird davon ausgegangen, dass das Ziel unter den „heißesten“ Objekten am Himmel ist. Ein zweidimensionaler Optimalfilter verwirft Flächenziele, und optimiert das Signal-Rausch-Verhältnis des Punktzieles. Dadurch wird die Mehrzahl der Pixel, welche dem Hintergrund zugeordnet werden, verworfen. Da der Hintergrund stark strukturiert ist, wird der Filter lokal adaptiv angepasst. Der Vorgang ist darauf optimiert, Ziele in großer, mittlerer und naher Entfernung orten zu können. Dazu werden drei Filter benutzt: Kanal 1 ortet Ziele großer Entfernung, Kanal 2 und 3 in mittlerer und naher Entfernung durch Reduzierung der Auflösung, indem der Mittelwert von 2 × 2 bzw. 4 × 4 Pixeln gebildet wird. Die drei Kanäle arbeiten gleichzeitig und unabhängig voneinander. Die räumliche Größe des Gebietes um ein geortetes Ziel wird auf 7 × 7 Pixel eingeschränkt, um vom Kernel verarbeitet werden zu können. Eine Duplikaterkennung ordnet Ortungen auf verschiedenen Entfernungen (aka Kanälen) zu. Jeder so geortete Kontakt wird einer Scanposition und -zeit zugeordnet, sodass der Kontakt auch konsekutiven Scans zugeordnet werden kann. Die Signalverarbeitung teilt das Scanvolumen basierend auf Details, Flughöhe und Höhe über Grund in verschiedene Elevationsbereiche auf. Jeder dieser Bereiche besitzt verschiedene Hintergrund- und Zieleigenschaften. Jedem Pixel wird nun ein Elevationscode zugewiesen, und bei einem Scandurchgang aktualisiert. Jedem Elevationsbereich wird nun ein Optimalfilter auf Basis von Hintergrundclutter und Ziel-IR-Signatur zugewiesen, welcher zwischen den Scandurchgängen des Elevationsbereiches berechnet wird. Die Filter werden auch angepasst, wenn der Befehl detection load oder track load aufgerufen wird. Objekte, welche dem Clutter zugeordnet werden, werden separat gleichermaßen behandelt.
Die Ortungsverarbeitung arbeitet nun mit den Ortungen des Signalverarbeitungsfilters weiter. Enge Gruppen von Kontakten werden entweder in verschiedene Cluster getrennt, oder, wenn diese bei konsekutiven Scandurchgängen derselben Position zugewiesen werden können, zu einem Kontakt vereinigt. Dabei wird ausgenutzt, dass ein echtes Ziel räumlich konsistent ist, was bei Zufallsrauschen nicht der Fall ist. Auf Basis von Sensorkopfposition und Stellung des Detotations-Prismas folgt eine Transformation der Zielkoordinaten in das flugzeugeigene System. Dazu werden gewichtete Mittelwerte benutzt, wobei Kalibrationsdaten des Sensorkopfes, statistische Ungenauigkeiten der IRST-Struktur und -Optik, Fehler durch die Beschleunigungskräfte, Temperatur, vermischte Werte des internen Kreiselinstruments und des Laserkreisels des Flugzeuges und die Vibration der Struktur von Flugzeug und Sensor berücksichtigt werden. Jedem Cluster wird durch seine räumliche Ausbreitung und Intensität eine geschätzte Entfernung zugewiesen.
Im nächsten Schritt versucht der Rechner aus den Clustern Tracks zu extrahieren. Durch ein Bewegungsmodell der Himmelskörper werden Mond und Sonne erkannt, und aus der Signalverarbeitung entfernt. Da die räumliche Ausdrehung dieser Objekte relativ groß ist, werden Vorkehrungen getroffen, um ein Löschen von überdeckten Zielen zu vermeiden. Ferner wird untersucht, ob der neue Kontakt zu einem bereits georteten Ziel gehört. Bei dicht gepackten Zielwolken kann die Zuordnung schwerfallen, da ein Kontakt auch zwischen zwei Tracks liegen könnte. Zu diesem Zweck wird der Satz von Bayes angewendet, um Konflikte durch spätere Messungen (also Scandurchgänge) aufzulösen. Dazu wird Reids Algorithmus des Multiple Hypothesis Tracking (MHT) angewendet. Dabei wird zu jedem Kontakt ein Hypothesenbaum aufgestellt, indem die Lösungen “Falschalarm”, “Erste Ortung von neuem Track” und “Ortung gehört zu Track Nr. X” eingetragen werden. Mit jedem Scandurchgang und Kontakt verästelt sich der Hypothesenbaum weiter, sodass der Computer bei eng zusammen liegenden Clustern schnell überlastet wäre, so dass diese getrennt betrachtet werden müssen. Das Problem verschärft sich, da aufgrund der gewünscht hohen Ortungsreichweite das Signal-Rausch-Verhältnis sehr niedrig ist, und somit eine Menge Falschziele das System belasten. Bei Gruppen, die eine lineare Verteilung aufweisen wird geprüft, ob es sich um Bodenobjekte handelt. Erfüllt der Cluster eine gewisse Persistenz, wird ein Track aus dem Cluster initiiert, sofern er die dynamische und infrarote Signatur eines Zieles erfüllt, um ein Ausufern von Hypothesen zu vermeiden. Eine Clusterzählfunktion eliminiert großteils die Hypothesenbildung mit Rauschen. Die Entfernungsschätzung von vorhin wird nun verwendet, um die Bewegung des Zieles vorherzusagen, wobei das Ziel auch in Elevation und Azimut verfolgt wird. Die wahrscheinlichste Zuordnung eines Positionspunktes zu Messpunkten aus vorherigen Abtastzyklen („Assoziation“) wird durch ein Erfassungsfenster (engl: Gate) realisiert, dessen Größe dynamisch aus Rauschen, vermuteter maximaler Zielgeschwindigkeit und -beschleunigung berechnet wird. Bei großen Zielentfernungen wird die Lateralbewegung beispielsweise vernachlässigbar sein, also können alle Hypothesen die darauf aufbauen eliminiert werden. Gleichzeitig wird die Wahrscheinlichkeit jeder Hypothese errechnet, indem ein 7 × 7 Pixelgate auf jede zukünftige Kontaktposition gelegt wird, in dem jeder Pixelpunkt gemäß einer Gauß-Funktion gewichtet wird. Die Tracks werden über ein Kalman-Filter mit drei Zuständen in Elevation und Azimut verfolgt, und mittels MHT eine Zielspur aufgebaut. Manövriert das Ziel, werden die Modelle entsprechend angepasst. Geht ein Ziel verloren und kann auch nach vier konsekutiven Scans nicht wiedererfasst werden, wird der Track terminiert. Kann ein Kontakt wiedererfasst werden, wird er wie die anderen auch normal assoziiert. Das Trackfile wird erhalten, wenn PIRATE in einen anderen Modus außer Standby wechselt, um nach dem zurückschalten mit der Zielbegleitung fortzufahren. Wir allerdings ein Zeitlimit überschritten, wird der Track ebenfalls terminiert.
Alle Tracks die persistent sind, werden einer Klassifizierung unterzogen. Die Signalverarbeitung versucht dabei, den Track als Luftziel, Wolke oder Bodenclutter einzuordnen. Um die Performance zu verbessern, wird eine Clutterkarte des Zielgebietes erstellt, mithilfe derer die Verschiebung des Sichtfeldes elektronisch korrigiert werden kann. Dadurch kann die Sichtlinie im Subpixelbereich stabilisiert werden, sodass der zukünftige Kontakt beim nächsten Scandurchgang an neun möglichen Pixelpositionen (Ursprungsposition und direkt daneben) erwartet wird. Diese Methode kann auch verwendet werden, um eine Erstortung zu verifizieren, da das Signal-Rausch-Verhältnis abgesenkt werden kann, was die Ortungsreichweite fast verdoppelt. Kann die Klassifizierung nicht in einem Scandurchgang erfolgen, wird es beim Nachfolgenden versucht usw. Die Klassifizierung wird unterstützt, indem die letzten bis zu fünf Falsch-Assoziierungen, die Geschichte der Cluster-Details, dynamische Eigenschaften des Ziels, Signalcharakteristik, Entfernungsschätzung, Sensorfusiondaten aus dem AIS, Flughöhe des Typhoons, Flughöhe des Tracks, eine Merkmalsextrahierung und Bewegungsmodelle der Planeten berücksichtigt werden. Die Merkmalsextrahierung unterstützt die Indikation der Bewegungsrichtung des Zieles. Sendet der Detection Processor (DTP) einen Befehl zur Merkmalsextrahierung an den Feature Extraction Processor (FEP), wird folgender Prozess in Gang gebracht: Der FEB greift auf das Bild des Ziel-Clusters im Ringspeicher zu, und lädt dieses, nachdem das IR-Bild erkannt wurde. Der Bildfleck wird bearbeitet, um das Objekt aus dem Hintergrund zu extrahieren. Ein Algorithmus sucht nun nach den Ecken eines beweglichen Objektes, um diese mit Closed Contour Processing logisch zu verbinden. Da die Ecken nicht immer anecken, werden diese durch den Algorithmus verbunden, wenn Richtung, Intensität und Form zusammen passen. Die Kanten selbst werden durch eine 3 × 3 Pixelmaske in dem Videobild als Diskontinuität erkannt. Die Eckpunkte werden in einem zweidimensionalen Zahlenarray abgespeichert, welches sich ändert, wenn das Ziel manövriert. Im nächsten Schritt wird festgestellt, welche Orientierung das Flugobjekt im Bild einnimmt, und somit eine Annäherung oder Entfernung vorliegt. Das Ergebnis wird an den Tracker und Klassifizierer weitergegeben. Durch die Merkmalsextrahierung wird auch die FAR gedrückt. Neue Objekte mit geschlossenen Konturen werden mit der Clutterkarte verglichen, und entweder dem Hintergrund, oder einer Zielkategorie zugewiesen. Streamingvektoren werden benutzt, um die Distanz zu Objekten und ihre Bewegungsrichtung darzustellen. Da die Karte mit jedem Scandurchgang aktualisiert wird und sich das Flugzeug bewegt, müssen die Koordinaten des Weltmodells kontinuierlich angepasst werden, da sich der Blickwinkel des Sensors ändert. Der ganze Prozess erfordert brutale Rechenleistung, besonders bei schnellen Szenewechseln. Dieser Prozess läuft kontinuierlich ab, und benötigt einen Großteil der Rechenleistung des Systems. Bei vielen Anfragen in kurzer Zeit erfolgt eine Priorisierung, da das Bild im Ringspeicher nach einer gewissen Zeit überschrieben wird. Ist der Prozessor überlastet, erfolgt eine Warnmeldung. Die Klassifizierung eines Zieles dauert weniger als eine Sekunde. Gleichzeitig wird bei bewegten Zielen überprüft, ob diese auf ihrem Weg durch das Weltmodell durch den Hintergrund verdeckt werden könnten. Da die Entfernungsmessung nicht präzise genug ist um “davor” oder “dahinter” zu bestimmen, wird schlicht erwartet, dass ein Objekt verschwindet, wenn zwei sich nahe kommen. Da die Abmessungen des verdeckenden Objektes bekannt sind, kann prognostiziert werden, wo das Ziel wieder zum Vorschein kommen wird, um wieder erfasst zu werden. Das Prinzip kann verfeinert werden wenn ein Geländemodell zur Verfügung steht, um die Raumtiefe zu bestimmen.
Bei einer Entfernung von 2 km bis unter 200 m sind die Ziele so groß, das diese das Sichtfeld des Sensors überdecken. Bereits bei den ADAD-Versuchen wurde festgestellt, dass in diesem Entfernungsbereich ein anderes Verfahren zur Zielverfolgung eingesetzt werden muss. Um trotzdem die Zielverfolgung zu gewährleisten, wird Bildkorrelation angewandt. Dabei wird ein bestimmtes Feature des Ziels, z. B. das Cockpit erfasst und verfolgt. Bei nachfolgenden Scandurchgängen wird der Ausschnitt des Zielvideos mit neuen Bildern des Ziels korreliert. Diese neue Position wird dann zum Aktualisieren des Tracks verwendet. Das Bild des Haltepunktes wird periodisch erneuert.
Der Track Processor (TKP) ist der letzte Schritt in der Kette. Er erstellt aus den klassifizierten, und permanent aktualisierten Tracks eine Zielliste, in welcher Zieldetails und -priorität notiert werden. Die Details zum jeweiligen Ziel werden bei jedem Scandurchgang aktualisiert. Die Priorisierung wird geändert, wenn ein neues Ziel aufgenommen wird, oder externe Befehle dazu kommen. In der Regel wird die Priorisierung vom AIS durchgeführt und dessen Daten übernommen. Die interne Priorisierung berücksichtigt nur Entfernung, Elevationswinkel und Annäherungrate der Ziele. Ferner wird nun eine sequentielle Triangulation (engl. kinematic ranging) durchgeführt. Dabei werden Winkeldaten und -geschwindigkeit zum Ziel, die Fluggeschwindigkeit und Position des Eurofighters und die Messzeitpunkte mit einer Ausgleichungsrechnung in eine kartesische Position des Ziels und dessen geschätzte Geschwindigkeit umgerechnet. Die gewonnene 3D-Spur der Ziele wird in eine Stapelverarbeitung übergeben. Der MTT-Modus wird so fortgeführt, selbst wenn PIRATE in einen anderen Betriebsmodus mit Ausnahme von Standby schaltet, wobei Tracks nur durch ein Zeitlimit gelöscht werden können, wenn die letzte Positionsmessung zu lange zurücklag. Es können bis zu 200 Ziele gleichzeitig verfolgt und priorisiert werden, wobei nur ein Teil davon getrackt werden kann, und über den EFA-Bus verschickt wird. Über den Bus werden Winkeldaten, Entfernung, Signatur- und Charakteristikdaten, Dynamikdaten und Messfehler gesendet.
Im FLIR-Modus wird das Bild von 14 Bit auf 8 Bit durch Histogrammäqualisation heruntergerechnet. Der Kontrast wird dabei erhöht, und Temperaturspitzen geglättet. Danach folgt ein Schärfen, um Kanten zu verstärken. Je nachdem ob das Bild in MHDD, HUD oder HMD dargestellt wird, greift PIRATE auf unterschiedliche Tabellen zur Gammakorrektur zurück. In der HUD-Darstellung müssen ein paar Bildzeilen geschickt hinzugefügt und gelöscht werden, um das Sichtfeld des Piloten auszufüllen. Eine Darstellung ist als hell-heiß oder dunkel-heiß Bild möglich. Im STT-Modus kann noch die Funktion IDENT gewählt werden, welche einen elektronischen Zoom für 3° × 3° oder 6° × 6° Sichtfeld liefert. Dadurch steigt die Bildwiederholrate auf 40 ms (25 BpS), ferner kann ein Standbild des Ziels dargestellt werden. Des Weiteren wurde mit Thermal Cueing (TC) noch ein Luft-Boden-Modus implementiert, um mehrere Schiffe, Autos, Züge usw. gleichzeitig verfolgen zu können. Für den Piloten werden die Ziele auf dem FLIR-Bild mit einem „v“ markiert, wenn das Signal-Rausch-Verhältnis (SNR) einen gewissen Schwellenwert übersteigt. In Testflügen konnten problemlos Schiffe, Boote, Autos auf Straßen, Züge auf Schienen usw., geortet werden. Nach Anregung der Piloten werden die Ziele so gewichtet, das die Nähe zum Flugzeug, die Flughöhe des Eurofighters über dem Boden, und die Position des Zieles in Relation zum Horizont die Priorität bestimmt. Testflüge wurden über dem Meer, über landwirtschaftlicher Fläche, Wäldern, Bergen usw. durchgeführt. Die Ergebnisse der passiven Entfernungsmessung wurden auch hier verifiziert. Im Thermal Cueing (TC) Modus werden über den Bus Winkeldaten der Ziele, ihre Entfernung, Intensität und Größe weitergegeben. Geht ein Ziel verloren, wird es für eine gewisse Zeit nach der letzten bekannten Bewegung gerichtet, bevor der Track terminiert wird.

### Betriebsmodi

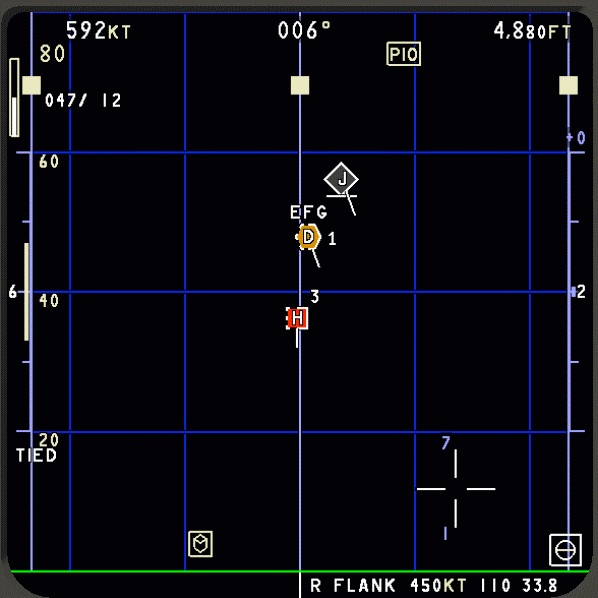
IRST-Attack Format: Eine gegnerische Maschine (rot) in 35 nm in 3000 ft Höhe, und eine Gruppe unbekannter Kontakte (gelb) in etwa 50 nm und 1000 ft Höhe. Das graue Ziel kommt über den Datenlink.

PIRATE ist für gewöhnlich ein Infrarotzielsystem mit Track-While-Scan-Modus, kann aber auch die Aufgaben eines FLIR wahrnehmen. Im Luft-Luft-Betrieb ortet, begleitet, klassifiziert und priorisiert PIRATE mehrere Luftziele in allen Ziellagen, look-down wie look-up, sowie auf gleicher Höhe. Der Sensor ist voll in das Attack and Identification System (AIS) eingebunden. Wie beim CAPTOR-Radar wird auch das Scanvolumen von PIRATE im MTT-Modus vom AIS automatisch festgelegt. Standardmäßig dient PIRATE im vorderen Sektor des Eurofighters auch als passiver Raketenwarner. Zusätzlich stehen sieben Betriebsmodi zur Verfügung, welche sowohl in der Luft-Luft- als auch in der Luft-Boden-Rolle verwendet werden können:
- Bereitschaftsbetrieb des Sensors:
  - Standby: Modus zum Stromsparen und Speicherlöschung.
- IRST-Modi für den Betrieb als Infrarotzielsystem. Dabei kann das IRST mit dem Radar eingesetzt werden um die Präzision zu verbessern und die Falschalarmrate zu reduzieren. Oder um ein anderes Volumen als das Radar abzusuchen, um das Situationsbewusstsein des Piloten zu verbessern:
  - Multiple Target Track (MTT): Ein bestimmtes Volumen wird nach Luftzielen abgesucht, die gefundenen Ziele werden getrackt und priorisiert. Bei der Auswahl eines Ziels wird in den STT-Modus gewechselt.
  - Slaved Acquisition (SACQ): Auffassung eines Ziels, dessen Position über Datenlink empfangen wurde. Wird das Ziel erfasst, wird in den STT-Modus gewechselt.[4]
  - Single Target Tracking (STT): In diesem Modus wird nur ein Ziel verfolgt. Die Aktualisierungsrate steigt, das Ziel kann auch im Submodus IDENT identifiziert werden.
- FLIR-Modi um Landung und Sicht des Piloten zu verbessern,[6] sowie zur Luft-Boden-Ortung von potentiellen Zielen mit einer (O-Ton 2003) „vereinfachten Trackingfunktion“. Ziele können auch hier auf Subpixel-Level geortet werden.
  - Landing Aid (LAAD): Das FLIR-Bild wird auf das HUD zur Start- und Landehilfe projiziert. Es werden 575 Zeilen und 690 Pixel pro Zeile dargestellt.[6]
  - Flying Aid (FLAD): Das FLIR-Bild wird auf das HUD projiziert. Die Thermal Cueing (TC) Funktion ist zuschaltbar, um Bodenziele zu orten und zu verfolgen.
  - Steerable IR Picture on Helmet (SIRPH): Der IRST-Sensor wird mit der Kopfbewegung des Piloten gekoppelt. Der Sensor schaut dann dorthin, wo der Pilot hinsieht, das FLIR-Bild wird auf das Helmdisplay projiziert. In dem Modus kann der Pilot ebenfalls den Sichtbereich durch TC absuchen lassen.[4]

### Reichweite
Die Reichweite des Sensors ist ein gut gehütetes Geheimnis des Herstellerkonsortiums. Die RAND Corporation spricht von 50 sm (93 km) gegen ein Unterschallziel von vorn. Truppendienst spricht von 50 bis 80 Kilometern, hält aber auch 150 Kilometern für möglich. Nach Angaben des Herstellerkonsortiums in der International Society for Optical Engineering (SPIE) des Jahres 2003 ist die Reichweite kompatibel zu den mitgeführten Luft-Luft-Lenkwaffen. In einer Publikation des Jahres 2008 erklärte das Konsortium in SPIE, dass während der Testkampagnen gezeigt werden konnte, dass PIRATE vergleichbare Fähigkeiten wie das Radar beim Verfolgen von Zielen besaß, sowie eine ähnliche Reichweite. Die Angabe passt gut zur Ausschreibung, wo ein mit dem Radar vergleichbarer Beobachtungsbereich verlangt wurde. Auch die USAF verlangte damals für den Advanced Tactical Fighter ein Infrarotzielsystem mit bis zu 160 sm (288 km) Ortungsreichweite, was aber später dem Budget zum Opfer fiel (AIRST). Allerdings beeinflusst die Wetterlage die Leistung der infrarotgestützten Zielsuche und Zielverfolgung erheblich.
Im Folgenden ist eine Übersichtstabelle dargestellt, welche die angegebenen Ortungsreichweiten des OLS-35 und AIRST, und die Literatur- und Herstellerangaben zu PIRATE vergleicht. Da die Infrarotabstrahlung der Zieltypen identisch ist, ändert sich das Verhältnis der Ortungsreichweiten nicht. Somit kann die Ortungsreichweite errechnet werden, wenn nur von einem Zieltyp die Distanz angegeben wird. Der Start eines Flugkörpers ist dabei am weitesten erkennbar, da die Abgasfahne des Raketentriebwerks fast 1000 °C hat, und ein Mach-4-schneller Flugkörper eine Temperatur von 650 °C im Staupunkt erreicht. Ein Überschallziel mit Mach 1,7 erreicht immerhin noch 87 °C.
Die Angabe in Military Avionics Systems (2006) widersprach bereits der 2003 verfügbaren Fachliteratur, welche Reichweitenkompatibilität zu den mitgeführten Luft-Luft-Lenkwaffen angab. Die Angaben der US-amerikanischen RAND Corporation von 2008 sind höher, widersprachen allerdings ebenfalls der 2008 verfügbaren Fachliteratur, welche nun erstmals eine radarähnliche Reichweite verkündete. Ferner wurde die Reichweite durch Software-Updates bis 2013 weiter gesteigert. Die Wahrheit für PIRATE wird wohl irgendwo zwischen den Angaben von RAND, und dem ehemals geplanten AIRST für den ATF liegen.
| Referenz                                 | Unterschallziel (vorne) | Überschallziel Mach 1,7 (vorne) | Überschallziel Mach 4 (vorne) | Unterschallziel (hinten) | Start einer Lenkwaffe |
| ---------------------------------------- | ----------------------- | ------------------------------- | ----------------------------- | ------------------------ | --------------------- |
| RAND Corporation, 2008 (OLS-35)          | 50 km (27 sm)           | 54 km (30 sm)                   | über 81 km (45 sm)            | 90 km (50 sm)            | über 90 km (50 sm)    |
| Military Avionics Systems, 2006 (PIRATE) | 72 km (40 sm)           | 78 km (43 sm)                   | über 117 km (65 sm)           | 130 km (72 sm)           | über 130 km (72 sm)   |
| RAND Corporation, 2008 (PIRATE)          | 90 km (50 sm)           | 98 km (54 sm)                   | über 146 km (81 sm)           | 163 km (90 sm)           | über 163 km (90 sm)   |
| Flight International, 1986 (AIRST)       | 160 km (89 sm)          | über 173 km (96 sm)             | 259 km (144 sm)               | fast 288 km (160 sm)     | 288 km (160 sm)       |